# Johann Carl Fuhlrott
Johann Carl Fuhlrott (né le 31 décembre 1803 à Leinefelde en électorat de Mayence – mort le 17 octobre 1877 à Elberfeld (aujourd'hui incorporé à Wuppertal) était un naturaliste et préhistorien allemand.

## Biographie
En 1856, on lui présenta des ossements découverts dans une grotte de la vallée de Neandertal, près de Düsseldorf. Il reconnut dans ces vestiges ceux d'un prédécesseur de l'homme moderne ; il s'agissait du squelette qui servirait à reconnaître et définir l'Homme de Néandertal.
Il fréquenta le lycée de Heiligenstadt puis alla à l'université à Bonn où il étudia la théologie pendant un an avant de se tourner vers les mathématiques et les sciences naturelles. En 1828, il passa à Münster l’examen pour être professeur de collège (Oberlehrer). Il fit son année probatoire à Heiligenstadt puis, en 1830, entra au collège d’Elberfeld qui venait d’être fondé et y enseigna jusqu’à sa mort. En 1835, il fut reçu docteur à l'université de Tübingen et reçut en 1862 le titre de professeur. Il fut l'un des pionniers de la paléoanthropologie.
L'homme fossile du Néandertal est une de ses œuvres maîtresses... (1865).
Le propriétaire d'une carrière lui ayant remis des os aux arêtes inhabituellement volumineuses et aux attaches de muscles extrêmement vigoureuses, Fuhlrott attribua tout de suite ces caractères à un individu « des temps préhistoriques », et cela deux ans avant le livre retentissant de Charles Darwin sur L'Origine des espèces. Quand il proposa son interprétation en 1857, dans une réunion des naturalistes, il ne fut pas pris au sérieux ; pire encore, cette réaction le découragea complètement. Il conclut son premier rapport en écrivant qu'il se résignait à devoir abandonner toute idée de faire partager son opinion.
Un lycée (Carl Fuhlrott Gymnasium) porte son nom en Rhénanie-du-Nord-Westphalie (Nordrhein-Westfalen), dans la ville de Wuppertal.

## Publications
- Fuhlrott, C.J. (1859) - « Menschliche Ueberreste aus einer Felsengrotte des Düsselthals. Ein Beitrag zur Frage über die Existenz fossiler Menschen », Verhandl. Naturhist. Ver. Preuss. Rheinlande Westphalen, 16, pp. 131–153.
- Fuhlrott, C.J. (1865) - Der fossile Mensch aus dem Neanderthal und sein Verhältniß zum Alter des Menschengeschlechts, Duisburg, 78 S. 2 Abb.